# Borovkovo
Borovkovo (en rus: Боровково) és un poble del krai de Perm, a Rússia, que el 2010 tenia 35 habitants.